# جيرالد فيبس
جيرالد فيبس (بالإنجليزية: Gerald Phipps)‏ هو شخصية أعمال أمريكي، ولد في 4 مارس 1915، وتوفي في 6 أغسطس 1993.